# Sublimes routes du Vercors
Les Sublimes routes du Vercors est un projet d'aménagement dans le Parc naturel régional du Vercors afin de développer le tourisme. Il consiste en l'aménagement de 17 belvédères couvrant l'ensemble du parc afin de valoriser certaines portions de routes et proposer un accès routier aux sites spectaculaires.

## Historique
En novembre 2019, le conseil général de la Drôme lance un appel à projets pour valoriser les Sublimes Routes du Vercors. Sa finalité première est une consolidation de l’activité touristique pendant les quatre saisons, l'activité touristique actuelle se concentrant surtout en été et en hiver. La stratégie de cet appel à projet se découpe autour de trois axes :
- Aménager et ménager
- Animer et faire vivre
- Promovoir ensemble[3]

Cet appel à projet est remporté par l'agence Folléa Gautier, qui gère la maîtrise d'œuvre et fait appels aux agences Maître du Rêve, Éric Verrier et Corédia pour la réalisation. L'Isère et le Parc naturel régional du Vercors rejoignent alors la Drôme en tant que commanditaire du projet. Bien que l'appel à projet ait été lancé en novembre 2019, l'agence a réalisé l'étude entre novembre 2018 et août 2019.
Le 24 septembre 2020, le projet est presenté au comité de pilotage. Une réunion publique devait se tenir le 10 décembre 2021 à La Chapelle-en-Vercors, mais a été annulée à cause du contexte sanitaire. Elle a lieu par visio-conférence le 27 janvier 2022.

## Prévisionnel
Le projet a un coût estimé de 22,3 millions d'euros, dont 13 millions pour les travaux. La plupart des investissements sont réalisés dans la Drôme, avec un coût de 15,9 millions et 6,4 millions en Isère.
Bien que le début des travaux ait été prévu au Col de la Bataille fin 2021,, aucuns travaux n'ont encore été réalisés en mai 2022. Cependant, le permis de construire a été signé par les mairies de Bouvante et d’Omblèze et les entreprises de travaux ont été recrutées,. Le Col de la Croix de Toutes Aures, de Combe Laval, du Grands Goulets et le Col de Menée seraient abandonnés,.
La communication du projet est aussi grandement en retard. Pour 2022, il était prévu de partager le projet avec les offices de tourisme et de communiquer grandement par le biais des réseaux sociaux.

## Controverse
Le projet est très critiqué par les habitants des cols concernés qui dénoncent des nuisances déjà beaucoup trop importantes. Certaines élus locaux se plaignent du manque de transparence de la part du département et du manque de réunions publiques,. Les opposants au projet dénoncent l'oubli des mobilités douces et l'incitation à utiliser des véhicules hautement polluants. Une pétition a été lancée contre le projet et une manifestation a rassemblé 150 opposants  le 21 mai 2022 sur le col de la Bataille .